# Лазаревское кладбище (Санкт-Петербург)
Лазаревское кладбище — музейный Некрополь XVIII века в составе Государственного музея городской скульптуры (с 1932 года), на территории Александро-Невской лавры. Площадь — 0,7 га. С 1932 года кладбище является музейным некрополем, захоронения не проводятся.
Старейшее кладбище Петербурга, сохранившееся до наших дней.

## История
Кладбище было заложено одновременно со зданиями Александро-Невского монастыря и служило местом погребения представителей привилегированных слоёв петербургского общества. Изначально захоронения проводились около небольшой деревянной церкви Благовещения, построенной в 1713 году (перестроена в 1750-х годах, разобрана в 1789 году). В 1717 году у алтаря церкви Благовещения построили небольшую каменную церковь, предназначенную специально для упокоения любимой сестры царя Натальи Алексеевны. Церковь, освящённая в честь праведного Лазаря Четверодневного, дала своё название и кладбищу.
Лазаревское кладбище не было приходским. На нём хоронили лишь знатных особ по повелению, а часто и в личном присутствии Петра I. Самыми почётными считались участки вблизи Лазаревской церкви-усыпальницы. Она находилась к востоку от первой деревянной монастырской церкви, освящённой в 1713 году. В связи с её окончательной разборкой в 1787 – 1789 гг. Лазаревская усыпальница была расширена к западу, и под её крышей оказались памятники графов Шереметевых.
Основатель графского рода, первый российский фельдмаршал Борис Петрович Шереметев был торжественно погребён 10 апреля 1719 года. Через две недели в Лазаревской церкви похоронили четырёхлетнего царевича Петра Петровича, считавшегося наследником престола (в 1723 г. прах Натальи Алексеевны и царевича Петра перенесли в Благовещенскую усыпальницу). Там же по повелению Петра I были похоронены его лейб-медик Р. Арескин, генерал А. Вейде и другие герои Северной войны. Современник Петра I А. К. Нартов писал о намерении государя поставить в Александро-Невском монастыре скульптурные памятники своим сподвижникам: «Сии мужи – верностию и заслугами – вечные в России монументы. Я соединю по смерти героев моих вместе под покровительством героя святого князя Александра Невского».
Таким образом, основанный Петром монастырь должен был стать, по его замыслу, своеобразным мемориалом деятелей отечественной истории, «русским Вестминстером».
Своё значение Пантеона России лаврский некрополь сохранил и в дальнейшем.
К концу столетия здесь было разрешено хоронить и лиц купеческого сословия при условии внесения чрезвычайно большой суммы.
В первой половине XVIII века основной художественной формой надгробия была каменная или чугунная плита. Во второй половине того же столетия с утверждением классицизма возникли иные монументальные формы: саркофаги, колонны, стелы, обелиски и другие образцы, подражавшие античности со свойственной заимствованной из неё аллегоричностью. В период правления Екатерины II, а затем в царствование Павла I и Александра I в России произошёл расцвет мемориального искусства. Вместо лаконичных надмогильных сооружений предшествующих эпох – плит и саркофагов – отечественными мастерами стали создаваться оригинальные произведения, сочетавшие выразительные архитектурные и скульптурные формы. Подобные изменения не могли не сказаться на облике кладбищ и усыпальниц Александро-Невской лавры. На рубеже XVIII – XIX вв. их украсили великолепные памятники из мрамора и бронзы, исполненные такими прославленными скульпторами, как М. И. Козловский, Ф. Г. Гордеев, И. П. Мартос, а также многочисленные работы ведущих петербургских монументных мастерских Земмельгака, Трискорни, Пермагорова и др.
В некрополе имеется около тысячи памятников, расположенных в естественном порядке их установки. В целом Некрополь XVIII века остался до нашего времени единственным в России мемориальным комплексом, сохранившим не только отдельные памятники, но и особенности исторического плана.
К середине XIX в. у просвещённой части русского общества уже имелось отчётливое осознание особой исторической и художественной ценности кладбищ и усыпальниц Александро-Невской лавры, а равно и расположенных там отдельных памятников. В частности, ещё в 1839 году историк и краевед И. И. Пушкарёв в своей работе «Описание Санкт-Петербурга и уездных городов Санкт-Петербургской губернии» охарактеризовал старейший из лаврских некрополей следующим образом: «Лазаревское кладбище занимает небольшое пространство земли и наполнено множеством монументов, так что на каждом шагу ожидает вас или новое воспоминание о доблестном муже, или грустное сознание о бренности человеческой жизни и суетности всех помыслов. Надгробных памятников на Лазаревском кладбище более 200; одни из них отличаются великолепием зодчества, другие простою, но привлекательною идеею художника, а лучшие именами тех людей, жизнь которых была украшением общества».
Лазаревское кладбище упоминалось среди обязательных для посещения «достопамятностей» Петербурга.
Несмотря на широкую известность, памятники Лазаревского кладбища к началу XX в. сильно обветшали. В 1907 году в журнале «Старые годы» выходит статья Н. Н. Врангеля «Забытые могилы», в которой автор впервые поднял вопрос о необходимости сохранения и изучения памятников, расположенных на кладбищах и в усыпальницах Александро-Невской лавры. В начале XX века с некоторых из них были сделаны гипсовые слепки, ныне хранящиеся в Государственном Русском музее и Музее Российской академии художеств.
После Октябрьской революции кладбище было закрыто и взято под государственную охрану и вскоре превращено в заповедник. Впервые в истории кладбища начались работы по изучению и обмеру произведений мемориального искусства, представлявших художественную ценность по критериям того времени.
В 1922 году некрополь взят под охрану обществом «Старый Петербург».
В начале 20-х годов Наркомпрос предложил, а президиум Ленсовета принял решение о превращении кладбища в Музей надгробных памятников, однако на долгие годы кладбище оставалось закрытым для осмотра. После посещения кладбища в 1934 году группой советских литераторов, которые при поддержке Максима Горького подчеркнули большое культурно-историческое значение кладбища, оно через некоторое время получило новое название - Некрополь XVIII века.
С 1932 года кладбище является Музеем-некрополем. Сохранились надгробия работы И. П. Мартоса, М. И. Козловского, В. И. Демут-Малиновского, А. Н. Воронихина, Ф. П. Толстого, а также Ф. Г. Гордеева, Ф. И. Шубина, И. П. Прокофьева и других мастеров русского пластического искусства.
В 1935 году Ленсовет предложил сосредоточить в музее всю ценную, по его мнению, мемориальную скульптуру города. В 1939 году к Музею-некрополю отошли и все лучшие городские памятники, за исключением тех, которые были уничтожены по политическим соображениям (например — памятник принцу Ольденбургскому, управляющему Мариинской больницей, памятник «Царю-плотнику» и т. д.). Великая Отечественная война не прервала деятельность музея. С августа 1941 года на базе музея были созданы подразделения, занимающиеся укрытием памятников города, входящих в состав музейной коллекции. Практически всю блокаду сотрудники отдела памятников ходили по городу, осматривая свои объекты — памятники и мемориальные доски. На короткий период музей был реорганизован, войдя в состав единого музейного сообщества, поскольку многие сотрудники умерли от голода и бомбёжек. В блокадные дни велась экскурсионно-массовая работа, воинские отряды приходили в Благовещенскую усыпальницу поклониться памяти генералиссимуса А. В. Суворова.
После окончания блокады в 1944 году начались восстановительные работы, уже к 1947 году музей начал принимать посетителей в обычном режиме.
В 1952 году была открыта для посещения Лазаревская усыпальница.

## Известные захоронения
сподвижники Петра I
- фельдмаршал Б. П. Шереметев
- генерал А. Вейде (не сохранилось)

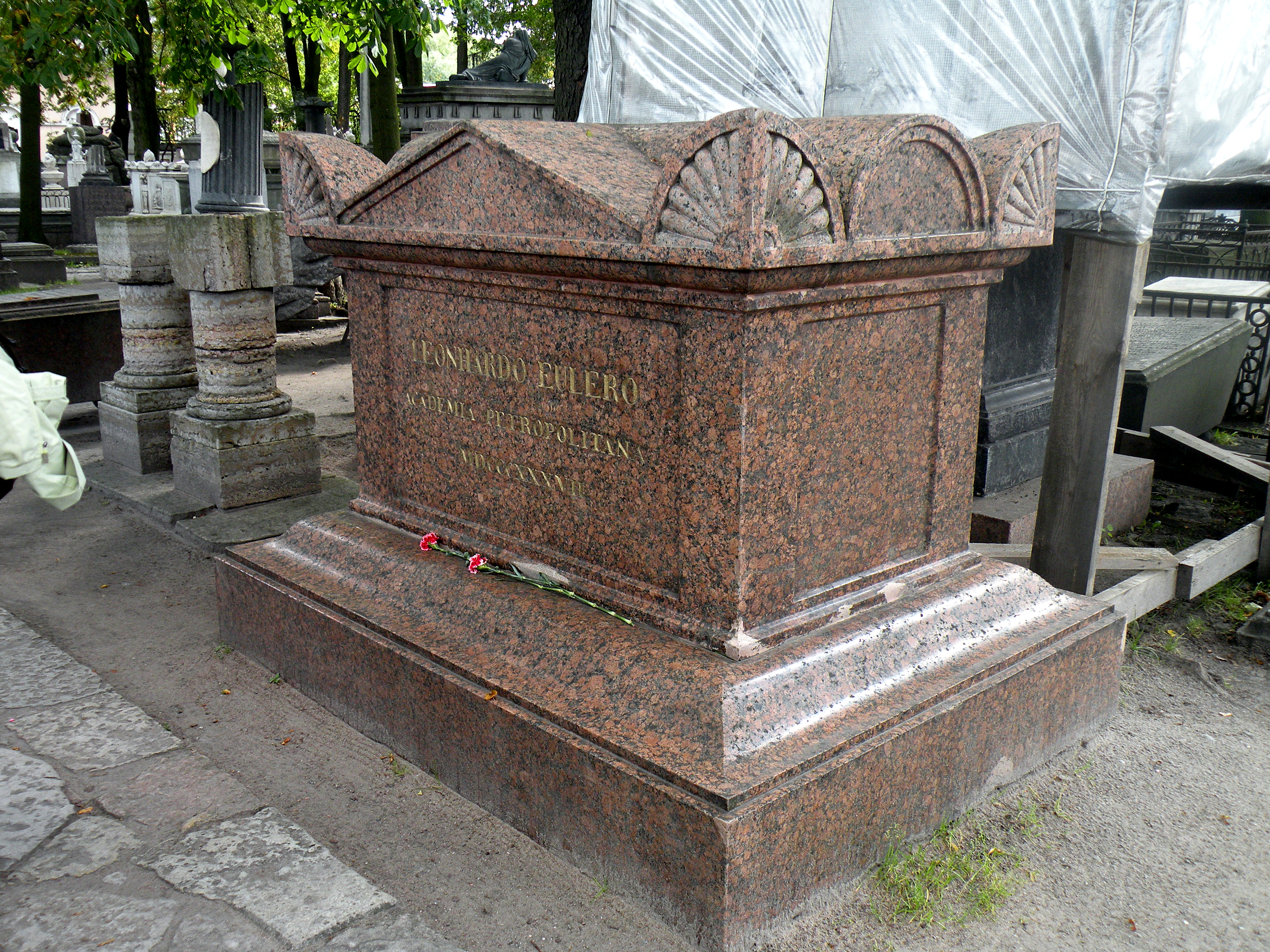
Надгробие Эйлера

- лейб-медик Р. Арескин (в Лазаревской усыпальнице)

академики
- М. В. Ломоносов
- Л. Эйлер
- В. Е. Адодуров
- С. П. Крашенинников
- адмирал В. Я. Чичагов

драматурги
- Д. И. Фонвизин
- Я. Б. Княжнин

архитекторы
- И. Е. Старов
- А. Н. Воронихин
- Дж. Кваренги
- Ж. Ф. Тома де Томон
- А. Д. Захаров
- К. И. Росси

инженеры

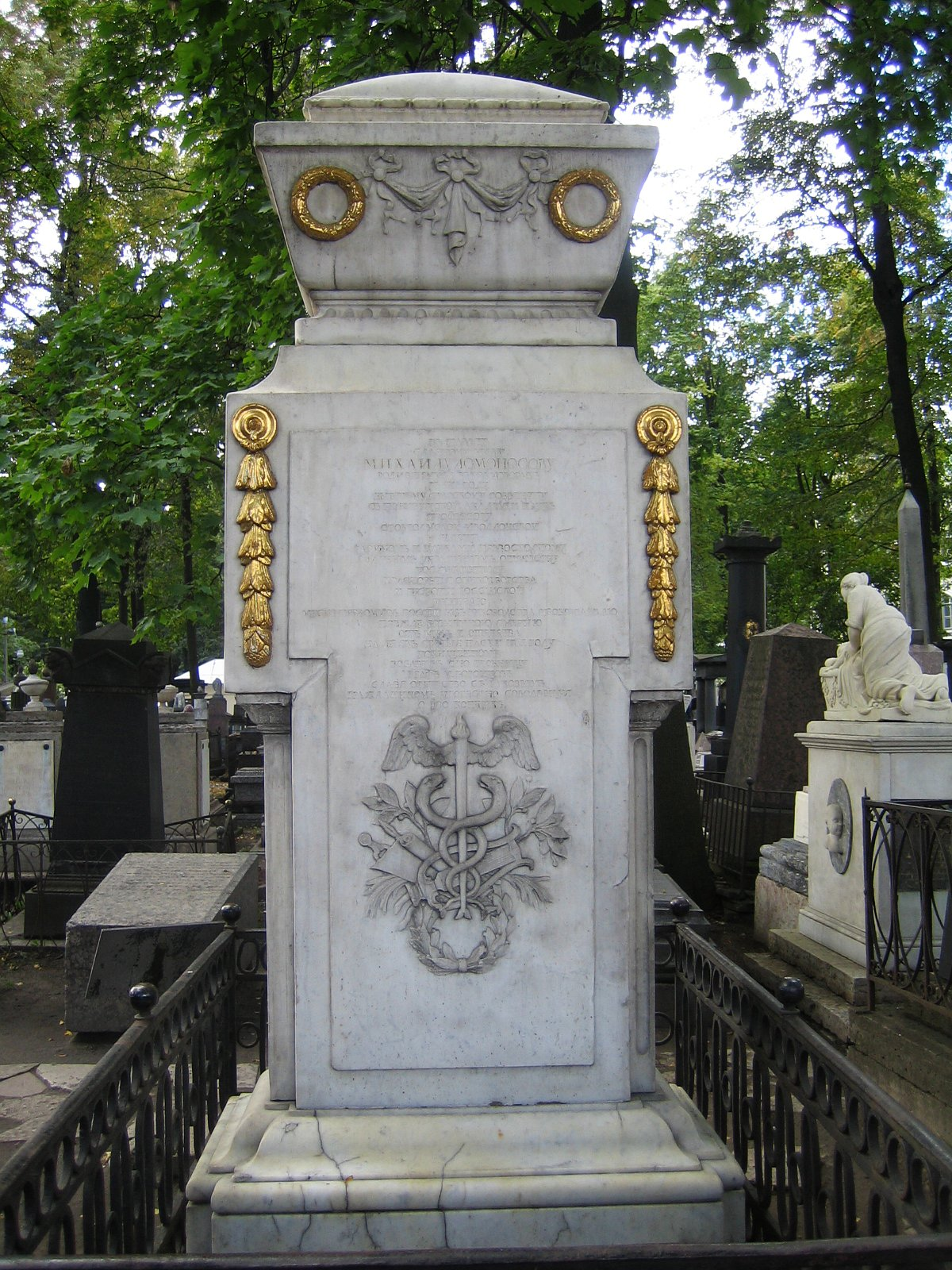
Могила М. В. Ломоносова

- горный инженер Ф. Ф. Бегер (не сохранилось)
- военный инженер А. А. Бетанкур

государственные деятели
- С. Ю. Витте
- В. Р. Марченко (в Лазаревской усыпальнице)
- Н. С. Мордвинов
- М. Н. Муравьев
- А. С. Строганов
- Татаринов, Валериан Алексеевич
- Янкович де Мириево, Фёдор Иванович
- Пассек, Пётр Богданович
- Шишков, Александр Семёнович (в Лазаревской усыпальнице)
- И. Н. Болтин / захоронение утрачено.

представители графских родов
- Самойлов, Николай Александрович — (ок. 1800—1842) — российский граф, из окружения А. С. Пушкина
- Морков, Аркадий Иванович — (1747 — 1827)  — граф Священной Римской империи. Видный русский дипломат рубежа XVIII и XIX.

представители княжеских родов
- Белосельских-Белозерских
- Трубецких
- Волконских
- дворянского рода Нарышкиных
- бывших купеческих родов Демидовых, Яковлевых и др.
- вдова А. С. Пушкина Н. Н. Ланская (1812—1863)

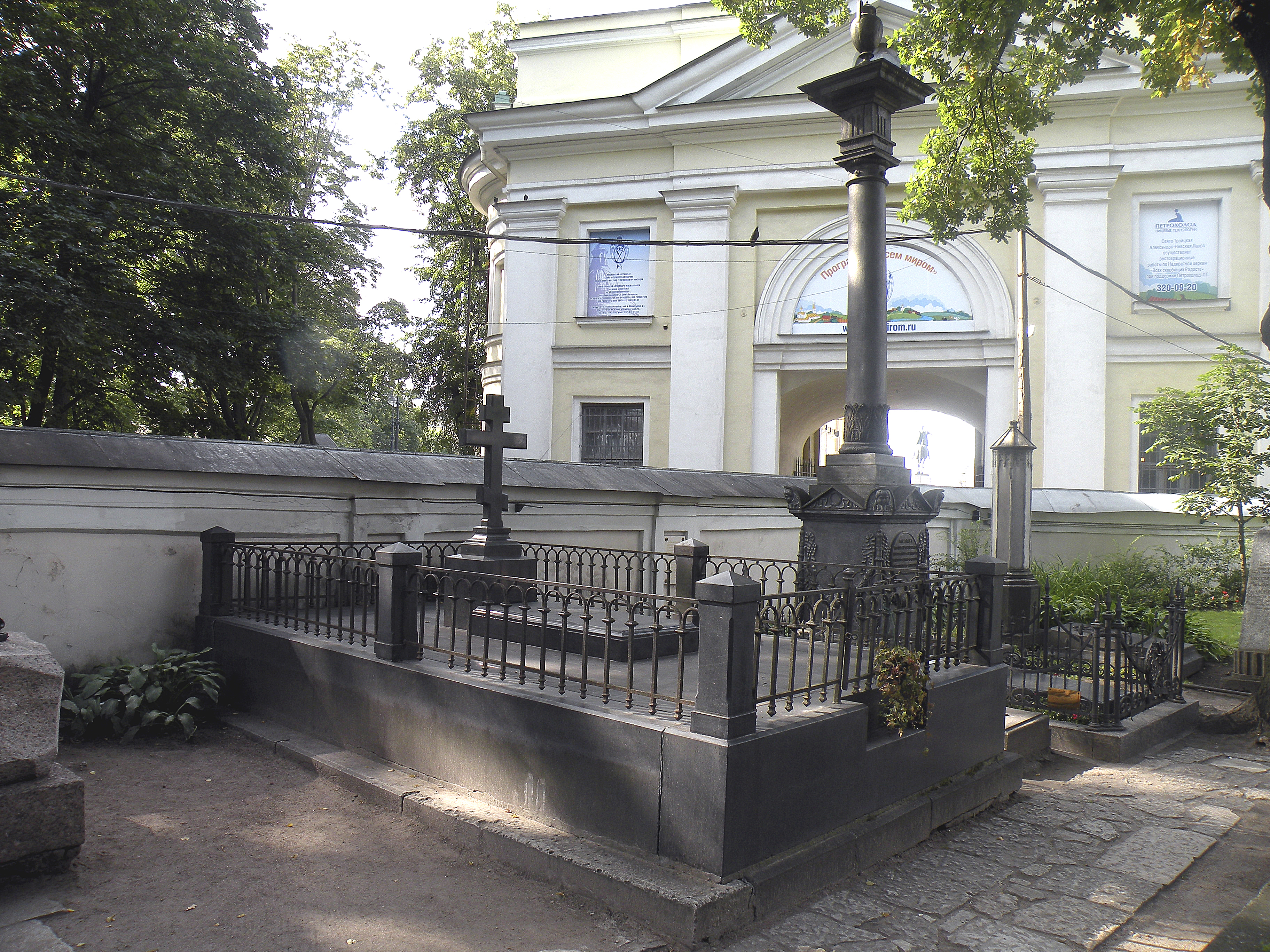
Надгробия Витте и Бетанкура (на заднем плане)
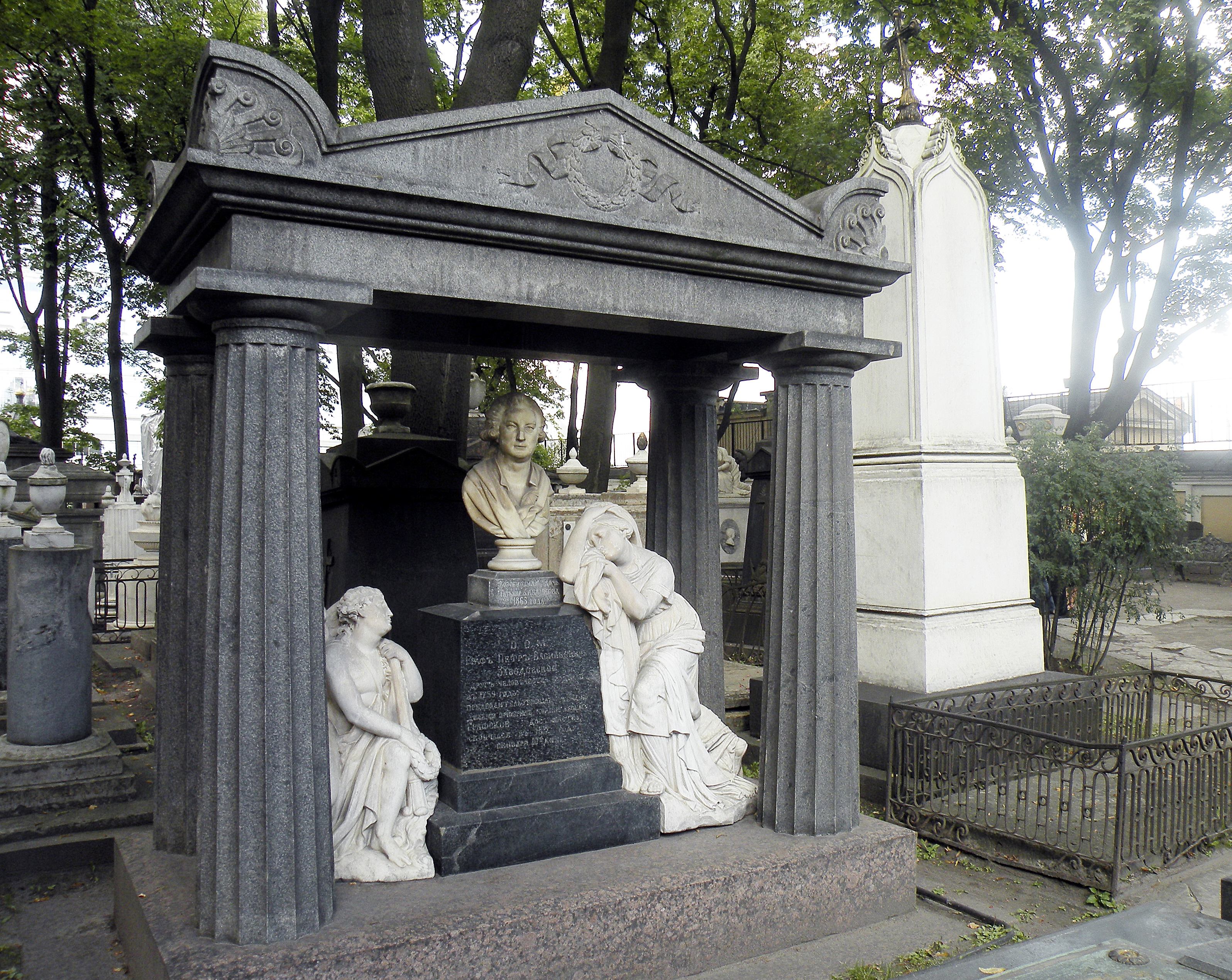
Надгробие графа Завадовского
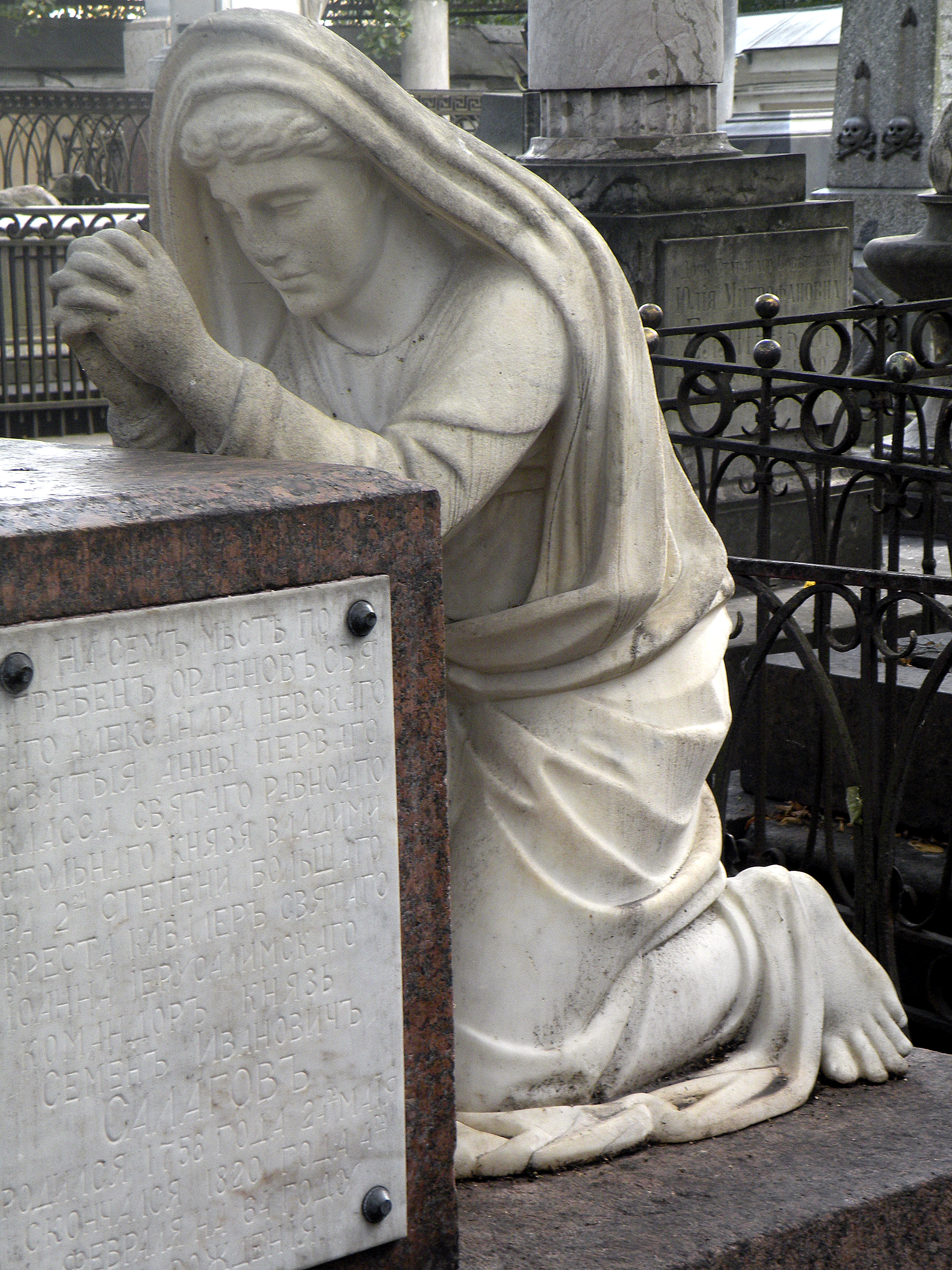
Надгробие Салагова
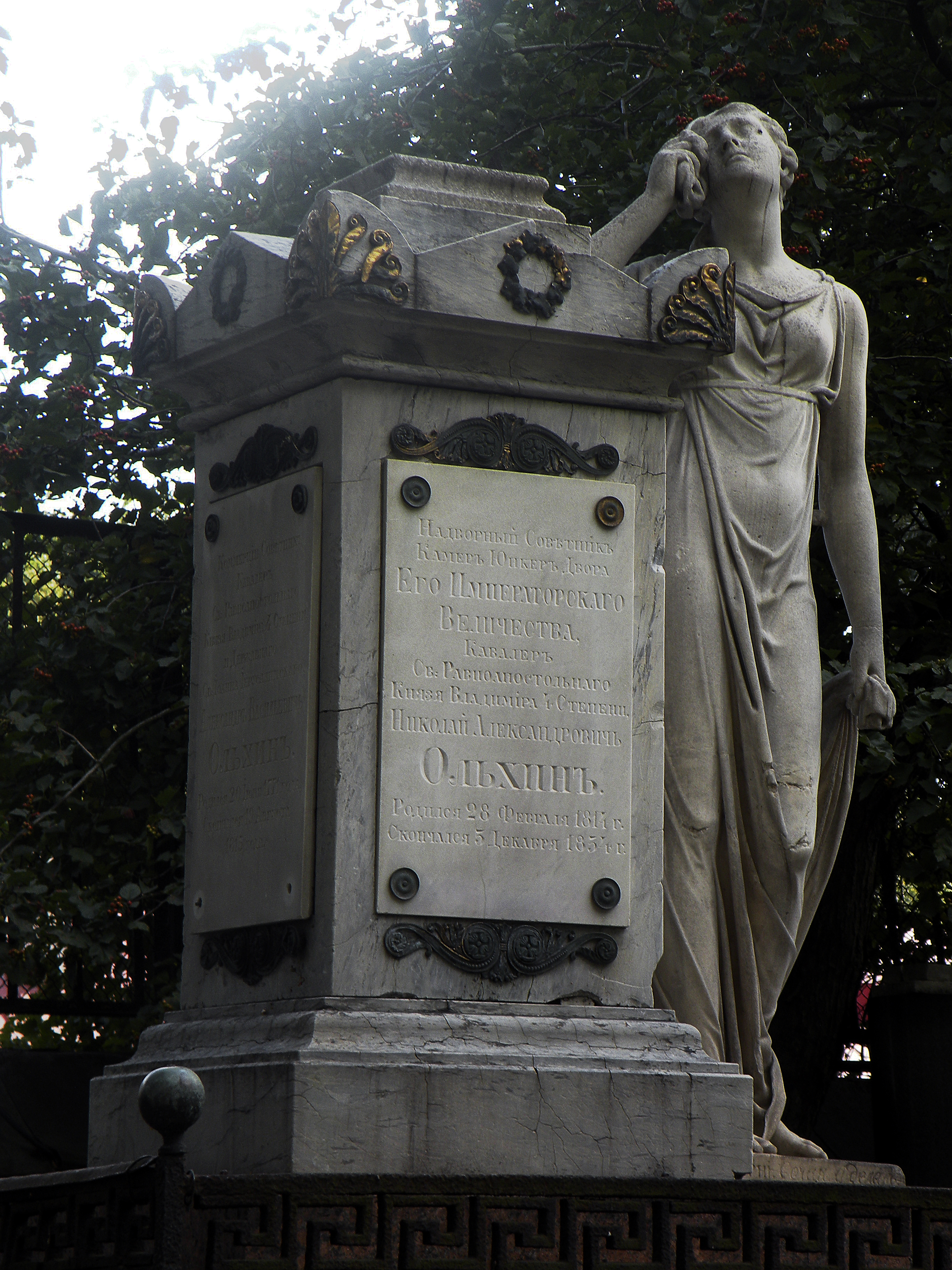
Надгробие Ольхина
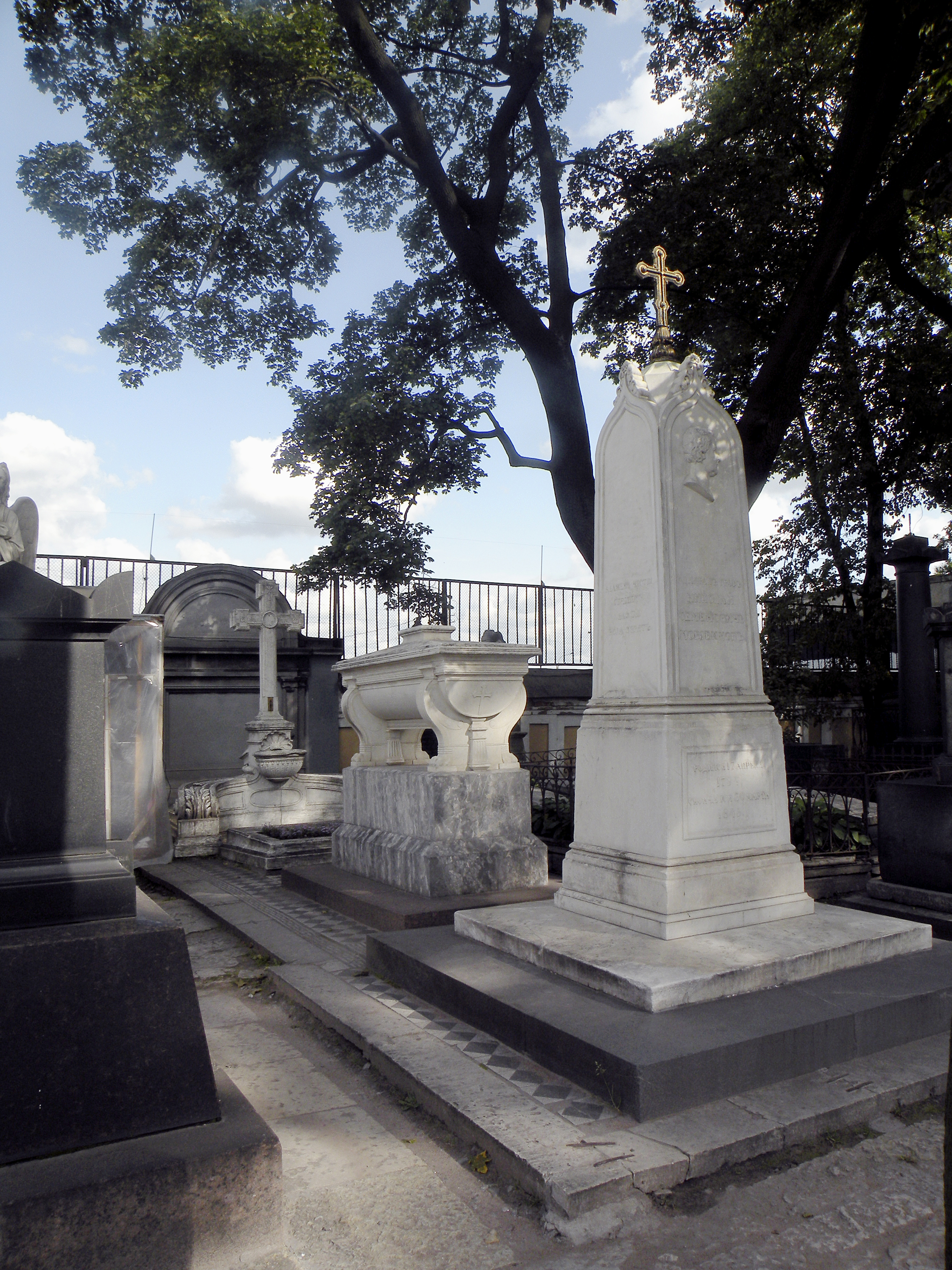
Надгробие Мордвинова
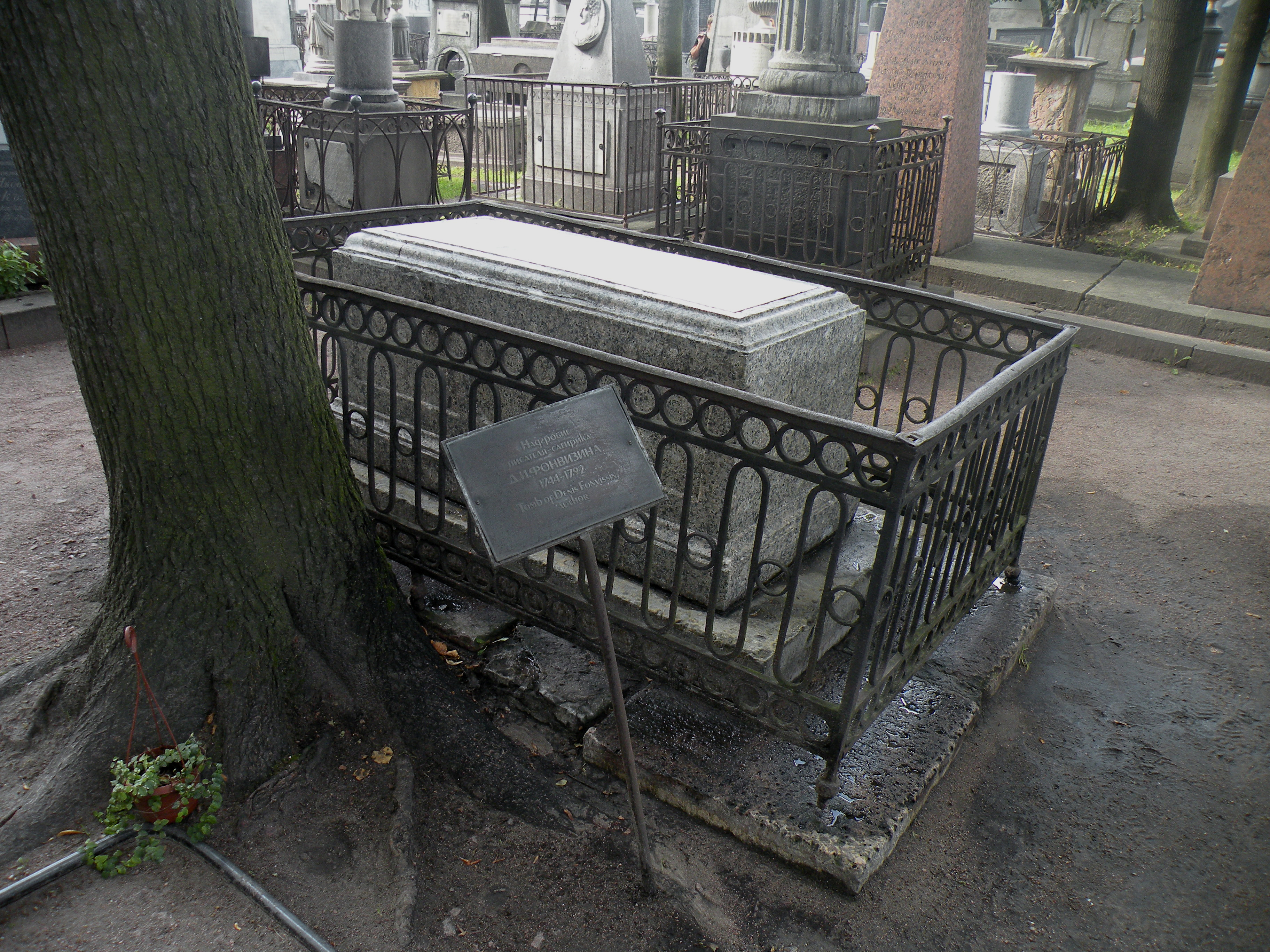
Надгробие Фонвизина.
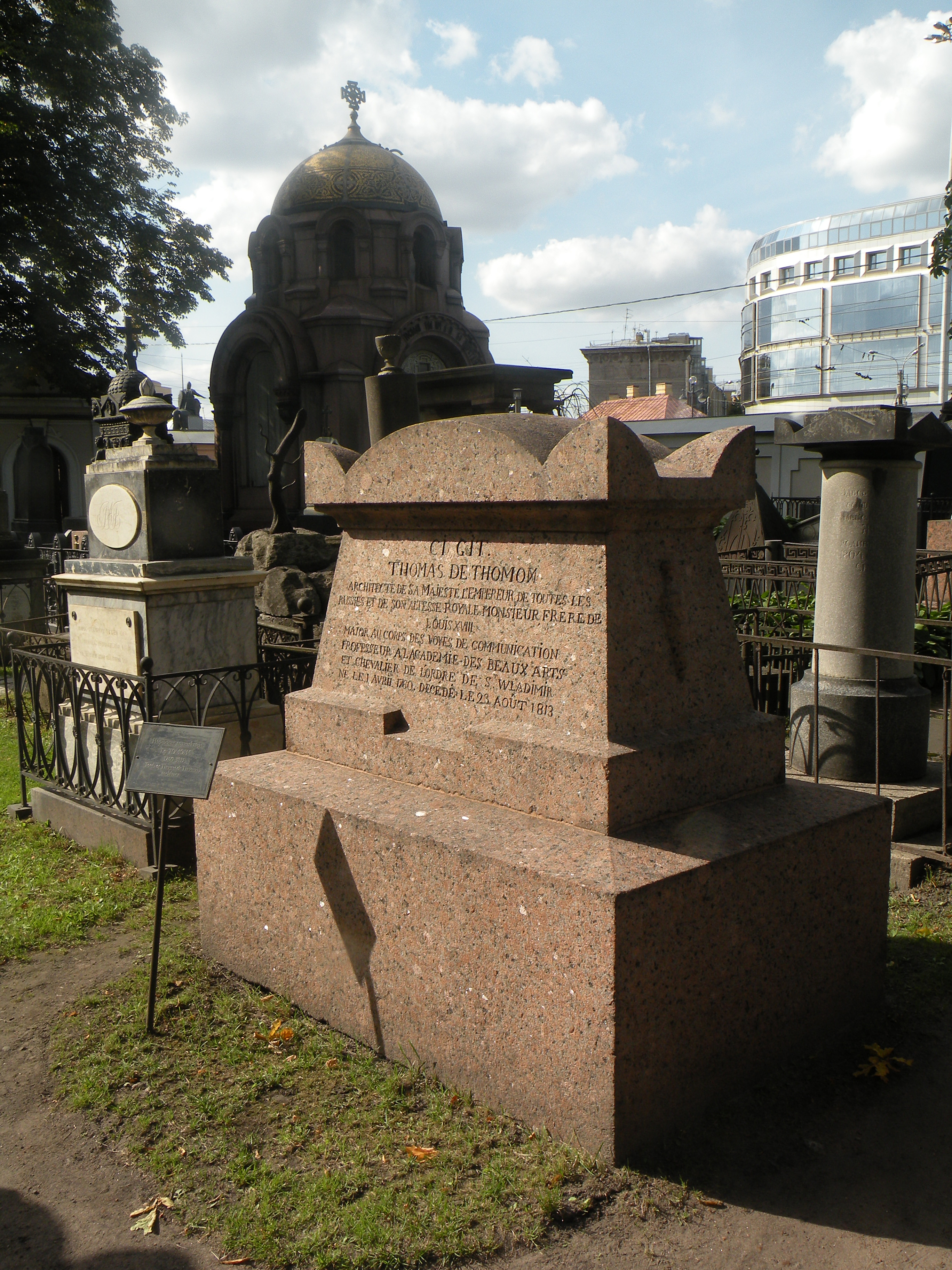
Надгробие Тома де Томона
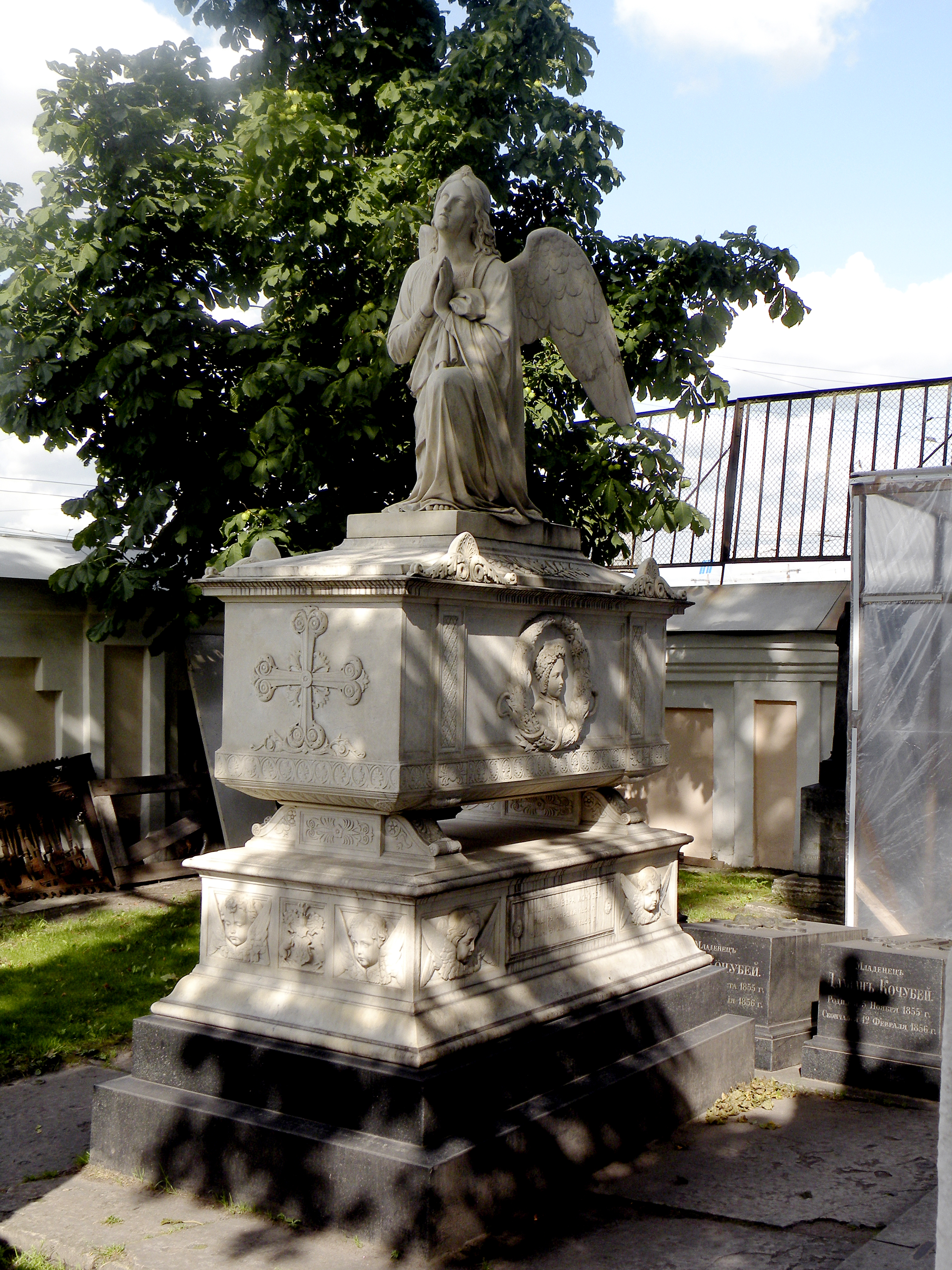
Надгробие Кочубеев
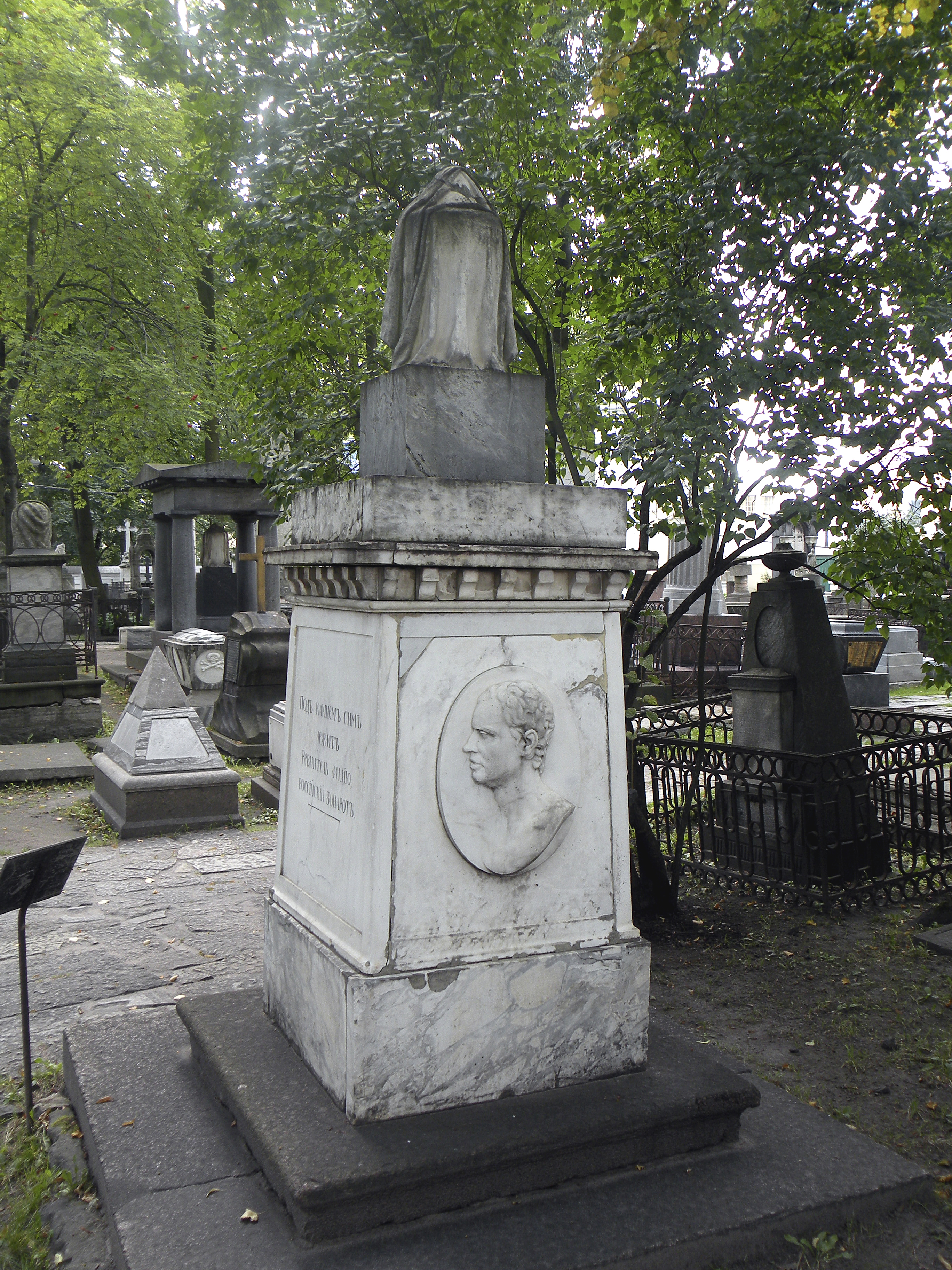
Надгробие Козловского
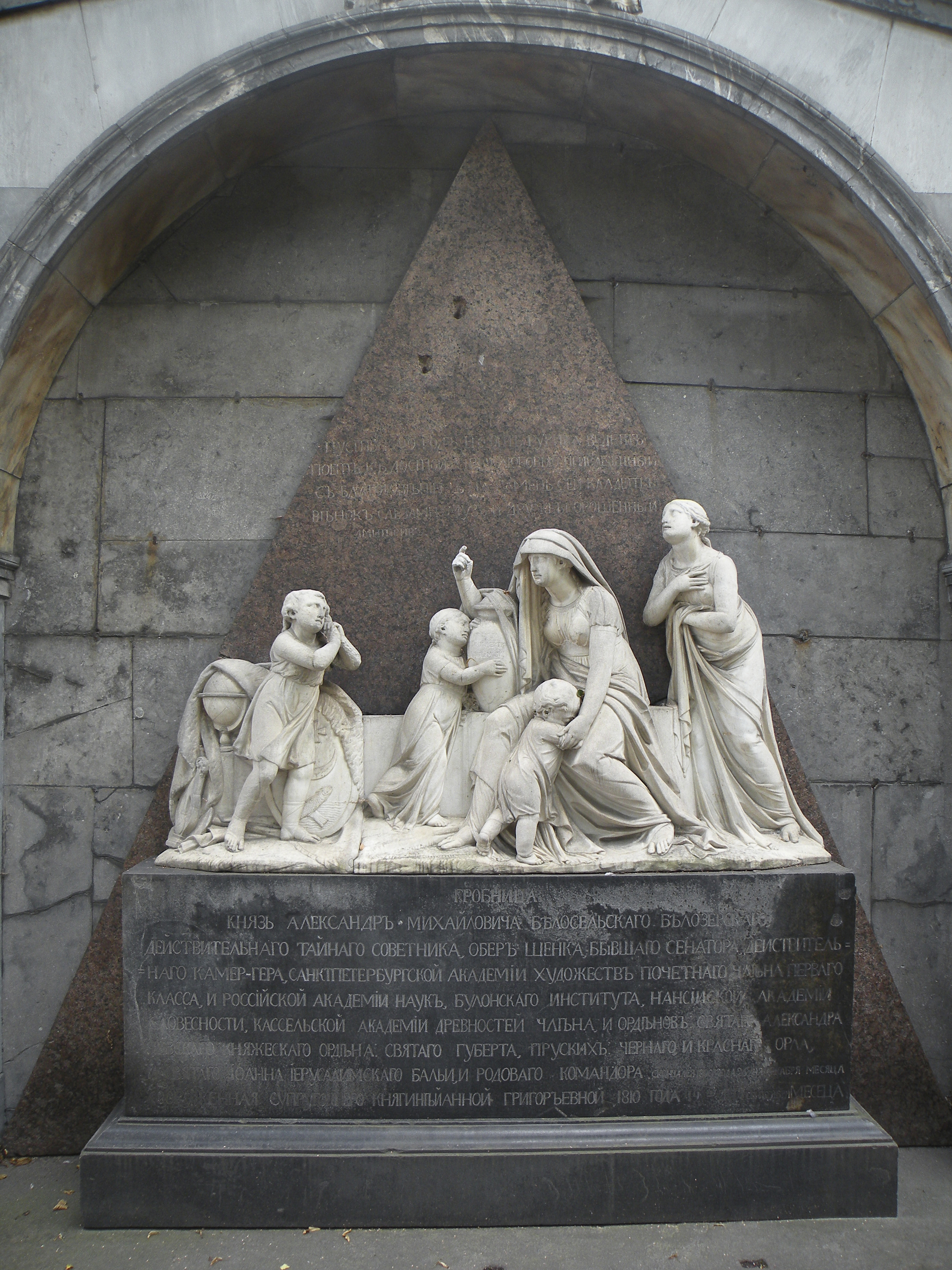
Надгробие Белосельского-Белозерского.
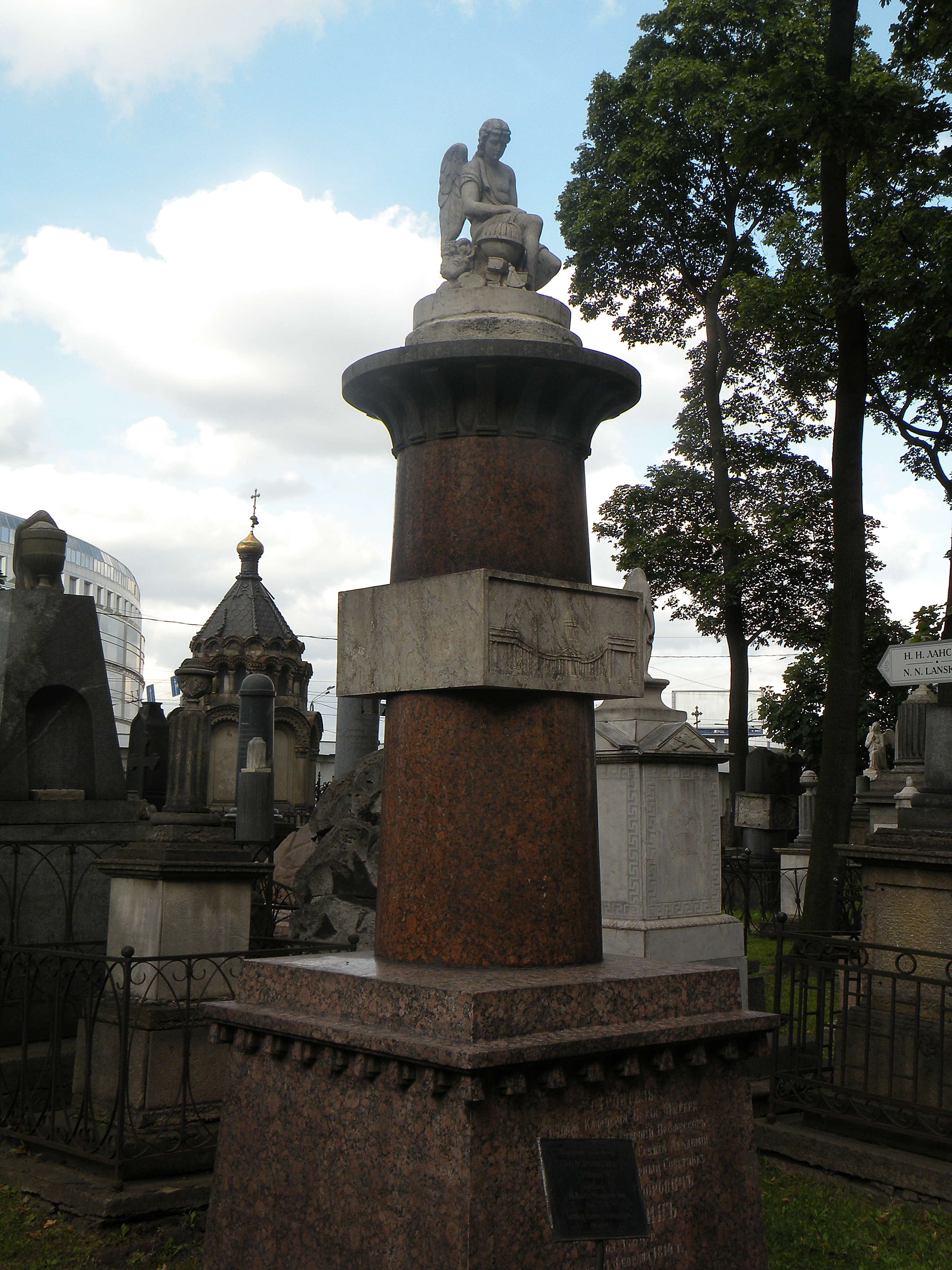
Надгробие Воронихина
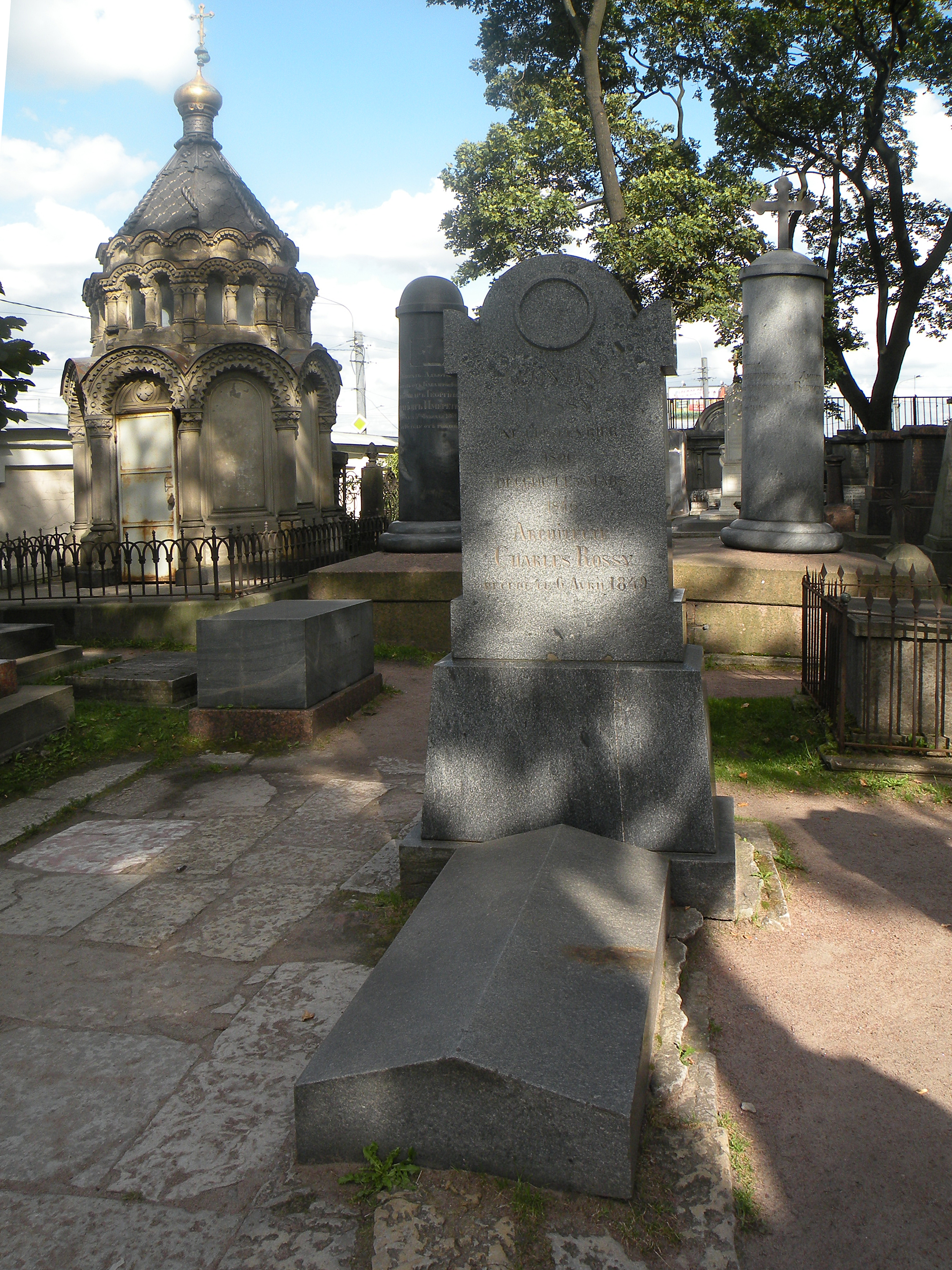
Надгробие Карло Росси
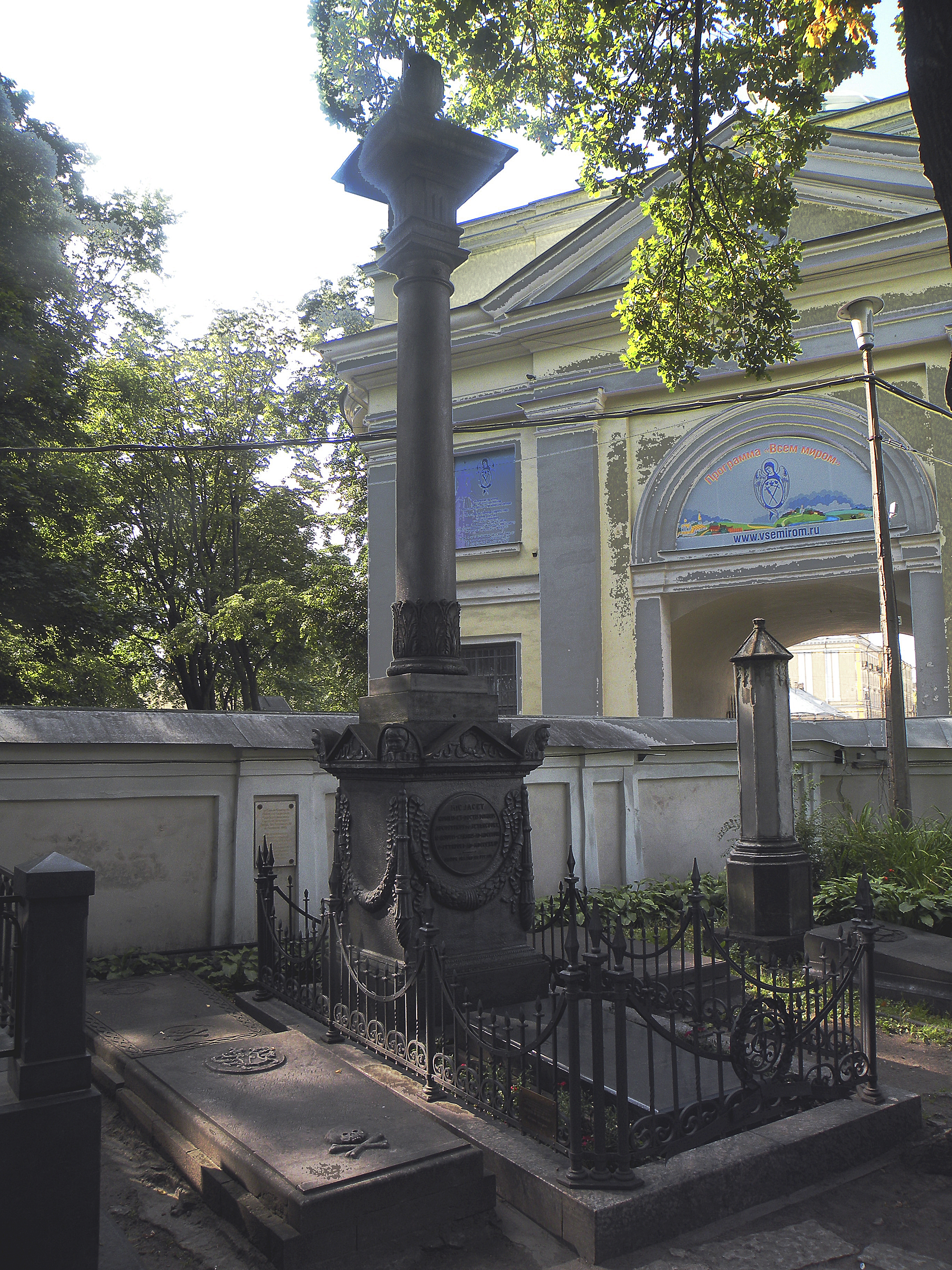
Надгробие Бетанкура
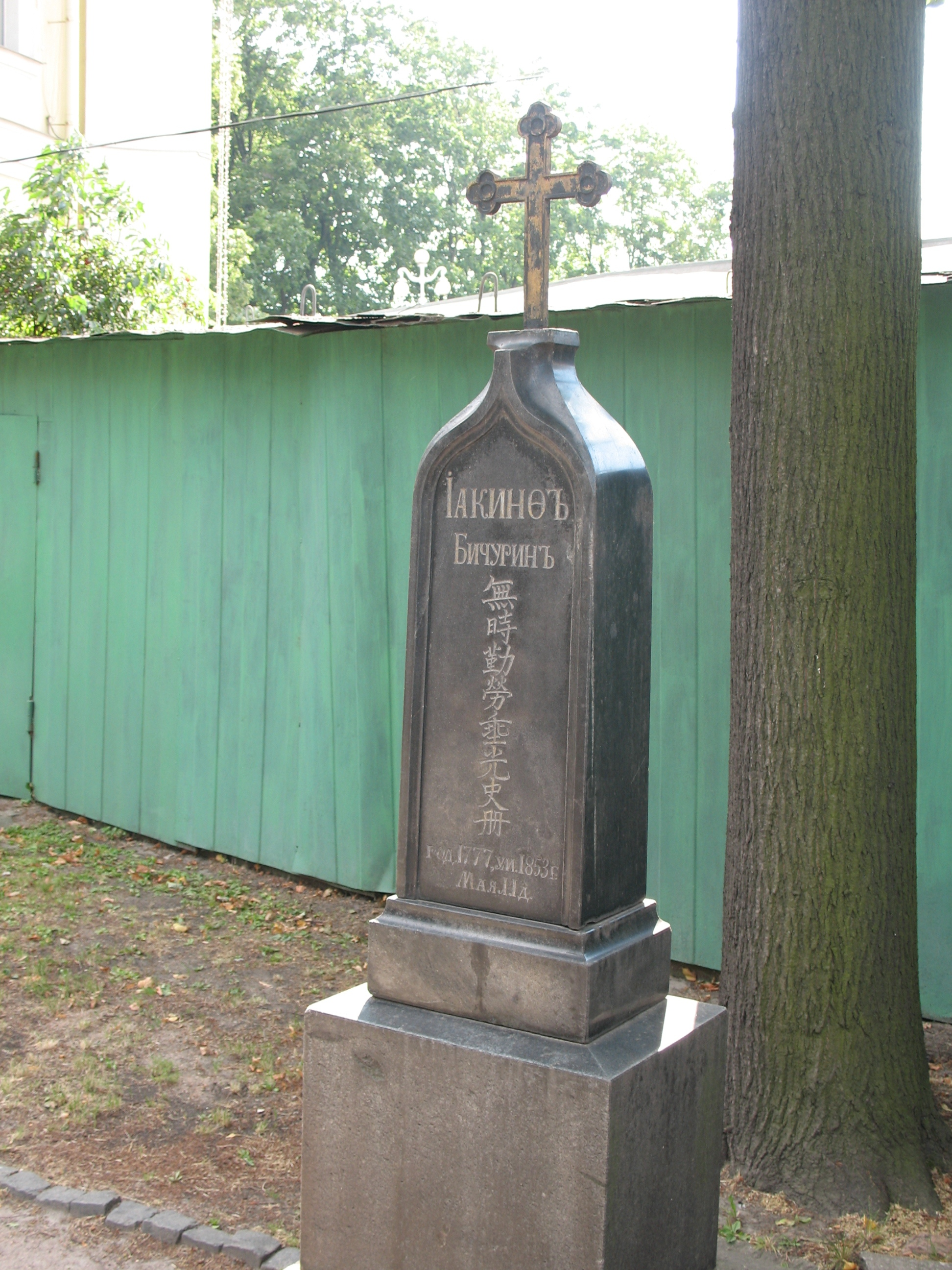
Надгробие Бичурина

## Лазаревская усыпальница
Церковь Праведного Лазаря в составе ансамбля Александро-Невской лавры и захоронения около неё.
Небольшая каменная церковь была построена в 1717 году за алтарем деревянной церкви Благовещения для погребения царевны Натальи Алексеевны. Освещение Лазаревской церкви состоялось, вероятно, 17 октября 1717 года в празднование «перенесения мощей праведного Лазаря четверодневного».
23 декабря 1718 года в склепе Лазаревской церкви похоронили придворного медика Р. Арескина, а 26 апреля 1719 года «в том же месте, где гроб царевны Наталии Алексеевны», был похоронен младенец царевич Пётр Петрович.
В 1726 года останки родственников Петра I перенесли в только что построенную на правом берегу Чёрной речки (сейчас – река Монастырка) каменную Благовещенскую церковь.
В 1787—1789 годах деревянная Благовещенская церковь была разобрана, а Лазаревская усыпальница была перестроена и расширена. Средства на расширение церкви дал известный деятель екатерининского времени И. П. Елагин.
Расширенное здание всё же не доставало четырёх саженей до места, где находилось погребение Б. П. Шереметева и его внуков. Граф Н. П. Шереметев дал необходимые 1 600 рублей, и в 1789 году постройка была удлинена, приняв современные размеры. Некоторые захоронения, прежде находившиеся вблизи Лазаревской усыпальницы, оказались теперь в её стенах.
В 1835—1836 годах была полностью перестроена по проекту архитектора Л. Я. Тиблена на средства графа Д. Н. Шереметева.
Подряд на строительные работы взял купец 3-й гильдии А. А. Дорогулин. Договор предусматривал разборку кровли и перекрытий, ломку фундаментов и перекладку стен с увеличением их высоты. Полностью изменилось архитектурное решение алтарной части с купольным сводом. В результате строительных работ, завершившихся в мае 1836 года, появилось новое здание, сохранившее лишь план предыдущей постройки. В дальнейшем, при ремонтных работах в 1845 и 1867 году, изменился иконостас, подновлялась роспись сводов.
Хотя Шереметевы рассматривали Лазаревскую церковь как родовую усыпальницу, здесь были и другие захоронения. Близ северной стены был погребён граф А. П. Шувалов, принадлежавший к интимному кругу Екатерины II. У западной стены находился памятник княгине А. П. Гагариной (урожденной Лопухиной), фаворитке Павла I; там же был погребён основатель Херсона И. А. Ганнибал, двоюродный дед А. С. Пушкина.
Особенностью убранства усыпальницы были вмурованные в стены бронзовые плиты, первоначально находившиеся в горизонтальном положении на местах захоронений, вошедших в пределы перестроенной церкви. Таковы, например, плиты князя И. Ю. Трубецкого и поэтессы А. Ф. Ржевской. На основе этой традиционной формы в конце XVIII века в русской мемориальной скульптуре появился монументальный рельеф. В Лазаревской усыпальнице находится шедевр этого жанра – надгробие генерала П. И. Мелиссино, созданное в 1800 году скульптором М. И. Козловским.
У наружной северной стены усыпальницы в 1810 году сооружён массивный портал с аллегорической скульптурной композицией (архитектор Ж.-Ф. Тома де Томон, скульптор Ж. Камберлен) – надгробие князя А. М. Белосельского-Белозерского.
Захоронения в усыпальнице продолжались и во второй половине XIX века. В 1857 году в полу была установлена надгробная плита графа Л. А. Перовского, выполненная в технике флорентийской мозаики. Последней в усыпальнице была похоронена в 1890 году вдова литератора и государственного деятеля пушкинского времени Д. В. Дашкова – Екатерина Васильевна.
В 1923 году Лазаревская усыпальница была передана обществу «Старый Петербург» и закрыта для посещения. Долгое время она служила складом различных памятников и деталей художественных надгробий, которые свозились сюда с других кладбищ города.
В 1932 году, когда Лазаревская усыпальница вошла в состав Музея-некрополя, был переделан интерьер: разобран иконостас, окрашены стены и потолок. Большинство исторических памятников остались на своих местах, но часть киотов и икон исчезла именно в это время.
В 1930-х годах в Лазаревскую усыпальницу перенесли ряд надгробий из Федоровской и Духовской церквей лавры, а также из Смоленской армянской церкви и из католического костёла в Царском Селе. Сейчас в усыпальнице более 80 надгробных памятников и плит (более 30 перенесены из других некрополей)ψ.
В годы Великой Отечественной войны осколки снарядов повредили во многих местах кровлю здания. Первые ремонтно-восстановительные работы начались уже в 1944 году, и через три года музейная экспозиция Лазаревской усыпальницы была впервые открыта для посещения. Исторически сложившийся к началу XX века интерьер церкви-усыпальницы был утрачен безвозвратно. Здание приобрело иное назначение – музейного зала, в котором представлены образцы художественных надгробий XVIII–XIX веков.

### Захоронения
- Н. П. Шереметев
- его жена, крепостная актриса П. И. Ковалева-Жемчугова (в замужестве — графиня Шереметева)
- И. А. Ганнибал (двоюродный дед А. С. Пушкина)
- конференц-секретарь СПб АН Г. Н. Теплов
- генерал П. И. Мелиссино (надгробие — 1800, скульптор М. И. Козловский)
- музыкант М. Ю. Виельгорский
- кавалергард А. Я. Охотников
- русский учёный, механик и скульптор А. К. Нартов
- скульптор-монументалист И. П. Мартос
- родственник и друг М. Ю. Лермонтова А. А. Столыпин

государственные деятели
- А. С. Шишков
- В. П. Кочубей
- Д. В. Дашков
- Л. А. Перовский (надгробие — 1857, арх. М. А. Щурупов)

## Перенесенные
Часть надгробий, представляющих высокую художественную ценность, были перенесены в закрытое помещение, см. Скульптура в Благовещенской церкви Александро-Невской лавры.